# Estelada

A Estrelada Azul, criada em 1918 como símbolo do Independentismo catalão

A Estrelada Vermelha (1972)

A Estrelada Azul (senyera estelada de nome completo, proveniente de estel, "estrela" em catalão) é a bandeira oficial do movimento Independentista Catalão. Como tal, é tipicamente empunhada e encenada pelos independentistas catalães para expressar seu apoio a uma Catalunha Independente ou aos Países Catalães independentes. 
A bandeira foi inspirada pelo desenho de Vicenç Albert Ballester, tendo aparecido publicamente pela primeira vez em 1918 e caracteriza-se por ser uma bandeira de combate.
O uso desta bandeira como protesto do nacionalismo catalão tornou-se mais evidente desde a década de 1970, durante a transição espanhola para a democracia.
O padrão da Estelada Blava (Estrelada Azul em português) é o da senyera - Bandeira da Catalunha -, com a adição de uma estrela de cinco pontas inserida num triângulo azul. Existem algumas variações da bandeira, sendo a mais conhecida a estrelada com o triângulo amarelo e a estrela vermelha, criada em 1972 e utilizada principalmente por independentistas de esquerda.